# (100463) 1996 TU14
(100463) 1996 TU14 es un asteroide perteneciente al cinturón de asteroides, descubierto el 9 de octubre de 1996 por Tomimaru Ōkuni desde el Observatorio Astronómico Civil de Nanyo, Yamagata, Japón.

## Designación y nombre
Designado provisionalmente como 1996 TU14.

## Características orbitales
1996 TU14 está situado a una distancia media del Sol de 2,703 ua, pudiendo alejarse hasta 3,094 ua y acercarse hasta 2,312 ua. Su excentricidad es 0,144 y la inclinación orbital 10,12 grados. Emplea 1623 días en completar una órbita alrededor del Sol.

## Características físicas
La magnitud absoluta de 1996 TU14 es 15,1.